# Pete Candoli
Walter Joseph Candoli (Mishawaka, 28 juni 1923 - Studio City (Californië), 11 januari 2008) was een Amerikaanse jazztrompettist en arrangeur van de swing en de cooljazz.

## Carrière
Candoli leerde bas en hoorn spelen, voordat hij wisselde naar de trompet. Tijdens de jaren 1940 speelde hij in verschillende bigbands, waaronder die van Sonny Dunham (1941), Benny Goodman, Ray McKinley (1942), Tommy Dorsey (1943 tot 1944) en Charlie Barnet. Candoli is vooral bekend uit de periode 1944 tot 1946 in de bigband First Herd van Woody Herman, waar hij als solist door zijn deskundigheid in het spel bekend werd en door excentrieke optredens in een superman-kostuum. Hij speelde ook eerste trompet bij de opname van het Ebony Concerto van Igor Strawinsky, dat deze schreef voor het Woody Herman orkest. Daarna speelde hij in 1947/1948 bij de Glenn Miller-coverband van Tex Beneke en later, na een door een lipverwonding benodigde carrière-onderbreking, vooral als studiomuzikant aan de westkust, waar hij ook met muzikanten van de West Coast Jazz zoals Shorty Rogers, Gerry Mulligan en Art Pepper opnam. Hij trad daarnaast op met Les Brown, Woody Herman en Stan Kenton en speelde en arrangeerde met zangeressen als Peggy Lee (Black Coffee, 1953), Ella Fitzgerald en Judy Garland. Ook begeleidde hij Frank Sinatra.
Van 1953 tot 1958 was Candoli getrouwd met de filmactrice Vicky Lane, met wie hij een dochter had. In 1954/1955 had hij een eigen combo. Van 1957 tot 1962 had hij samen met zijn broer Conte Candoli een eigen band met Betty Hutton als begeleidende zangeres, waarmee hij getrouwd was van 1960 tot 1967. Met zijn combo speelde hij in de romantische komedie Bell Book and Candle (1958), het melodrama Kings Go Forth (1958), met in de hoofdrollen Frank Sinatra, Tony Curtis en Natalie Wood en in de Gene Krupa Story (1959). Hij trad nu en dan ook op in de misdaadserie Peter Gunn (1959). Hij is ook te beluisteren op de Peter Gunn-albums van Henry Mancini en was later ook werkzaam als figurant. Met zijn derde vrouw, de zangeres Edie Adams, toerde hij tijdens de jaren 1970 door de nachtclubs, waar hij niet alleen trompet speelde en het orkest leidde, maar ook zong.
Candoli is op talrijke plaatopnamen te horen als sideman. Hij gaf seminaries aan meerdere universiteiten. Pete Candoli was de oudere broer van de jazztrompettist Conte Candoli, met wie hij vaker samenwerkte. Samen met zijn broer werd hij in 1997 opgenomen in de International Jazz Hall of Fame.

## Overlijden
Pete Candoli overleed in januari 2008 op 84-jarige leeftijd.
- Biblioteca Nacional de España: XX4581121
- Bibliothèque nationale de France: cb13892112k (data)
- Gemeinsame Normdatei: 133892514
- International Standard Name Identifier: 0000 0003 6860 9624
- Library of Congress Control Number: n78053643
- MusicBrainz: d7fddb77-2b6c-4df9-920a-0266f164669d
- SNAC: w6wz01qc
- Système universitaire de documentation: 163240892
- Virtual International Authority File: 7573419
- WorldCat: E39PBJr3wpvRrYrP3JQMgB7mBP